# Синикова, Надежда Валентиновна
Надежда Валентиновна Синикова (род. 30 ноября 1955, дер. Муратово, Орловская область) — российская чиновница, известная сначала как один из ключевых участников экспроприации компании «ЮКОС», а затем как руководитель УФНС по г. Москве во время серии осуществлённых через налоговые инспекции Москвы крупнейших похищений средств бюджета РФ под видом возвратов налогов (2006—2010 гг.), в том числе 5,4 млрд рублей, похищенных по делу Hermitage Capital Management.
С 2010 года и до упразднения в 2014 году Федерального агентства по поставкам вооружения, военной, специальной техники и материальных средств числилась его руководителем.

## Биография
- 1982 год — окончила Курский сельскохозяйственный институт по специальности экономист по бухучету в сельском хозяйстве.
- С 1979 года по 1983 год — бухгалтер по животноводству, экономист по оплате труда колхоза им. Димитрова, с. Селино Курской области.
- С 1983 года по 1984 год — бухгалтер турбазы «Зеленая дубрава», г. Орёл.
- С 1984 года по 1986 год — бухгалтер, заместитель старшего бухгалтера Ленинградского филиала объединения «Медучпособие», г. Ленинград.
- С 1986 года по 1990 год — инспектор по госдоходам, ведущий экономист по госдоходам, заместитель начальника отдела госдоходов, главный налоговый ревизор-инспектор Сестрорецкого райфинуправления, г. Ленинград.
- С 1990 года по 1999 год — начальник отдела платежей в бюджет кооперативных и общественных организаций, заместитель начальника, начальник, руководитель Госналогинспекции по Сестрорецкому району Санкт-Петербурга.
- С 1999 года по 2002 год — руководитель Инспекции Министерства Российской Федерации по налогам и сборам по Курортному району Санкт-Петербурга (в этот период Анатолий Сердюков переходит с должности зам. руководителя Межрайонной инспекции ФНС России № 1 по Санкт-Петербургу на должность зам. руководителя Управления МНС по Санкт-Петербургу, а затем на должность руководителя этого УМНС).
- С 2002 года по 2004 год — заместитель Сердюкова, продолжающего состоять в должности руководителя УМНС по Санкт-Петербургу.
- С марта 2004 года (спустя несколько дней после того как А. Э. Сердюков становится заместителем, а потом и исполняющем обязанности Министра Российской Федерации по налогам и сборам) — начальник Управления крупнейших налогоплательщиков МНС России. Сердюков и Синикова были назначены на эти должности непосредственно перед тем, как МНС подало в суд заявления о нарушении компанией ЮКОС налогового законодательства[2].
- С мая 2004 года — руководитель Департамента крупнейших налогоплательщиков МНС России.
- С апреля 2004 года — и. о. руководителя УМНС по г. Москве, а с октября 2004 года — руководитель Управления Федеральной налоговой службы по г. Москве (27 июля 2004 года Министерство по налогам и сборам переименовано в Федеральную налоговую службу России, а Анатолий Сердюков назначен её руководителем). Именно в период её руководства УМНС по г. Москве через налоговые инспекции № 25 и № 28 по г. Москве произошли самые грандиозные хищения средств различных бюджетов под видом возврата налогов, за раскрытие которых поплатился своей жизнью Сергей Магнитский[1].
- С 2009 года — заместитель руководителя Федеральной налоговой службы.
- С мая 2010 года — советник Министра обороны Российской Федерации[3], которым с 2007 года является А. Э. Сердюков.
- С 11 июня 2010 года — руководитель Федерального агентства по поставкам вооружения, военной, специальной техники и материальных средств[4]

## Дело Hermitage Capital Management
Согласно исследованию «Новой газеты», при получении запросов на возмещение налогов на суммы более 5 млн рублей, в московских налоговых инспекциях сначала создавалась комиссия в самой инспекции, которая должна была тщательно изучить ситуацию, а затем все документы отправлялись в вышестоящую инстанцию — в УФНС по Москве, где также должна была создаваться соответствующая инспекция. Однако при похищении средств в 2007 году через московские ИФНС № 25 и № 28 никакие комиссии не создавались. Решения о возвратах были приняты за один день. Информации о служебных взысканиях к сотрудникам инспекций, проигнорировавших порядок проверки документов на возвраты, нет.

## Награды
- Орден Почёта (25 сентября 2007 года) — за достигнутые трудовые успехи и многолетнюю добросовестную работу[5]
- Медаль ордена «За заслуги перед Отечеством» II степени (9 сентября 2003 года) — за большой вклад в социально-экономическое развитие района и многолетнюю добросовестную работу[6]
- Медаль «В память 300-летия Санкт-Петербурга» (2003 год)
- Благодарность Президента Российской Федерации (23 августа 2004 года) — за заслуги в области экономики и финансовой деятельности[7]
- Знак отличия «Почётный работник МНС России» (2004 год)
- Знак отличия «Отличник МНС России»
- Почётная грамота МНС России (1999 год)
- Знак отличия «За заслуги перед Москвой» (31 июля 2009 года) — за большой личный вклад в развитие налоговой системы, обеспечение поступления доходов в бюджет города Москвы[8]

## Классный чин
- Действительный государственный советник Российской Федерации 1 класса (27 января 2014 года)[9]
- Действительный государственный советник Российской Федерации 2 класса (28 июля 2012 года)[10]
- Действительный государственный советник Российской Федерации 3 класса (5 апреля 2011 года)[11]